# Мезоархей
Мезоархе́й (от др.-греч. μέσος — «средний» и ἀρχαῖος — «древний») — третья геологическая эра архейского эона истории Земли. Продолжалась от 3,2 до 2,8 миллиарда лет назад (датировка условная, не основана на стратиграфии).

## Геология и география

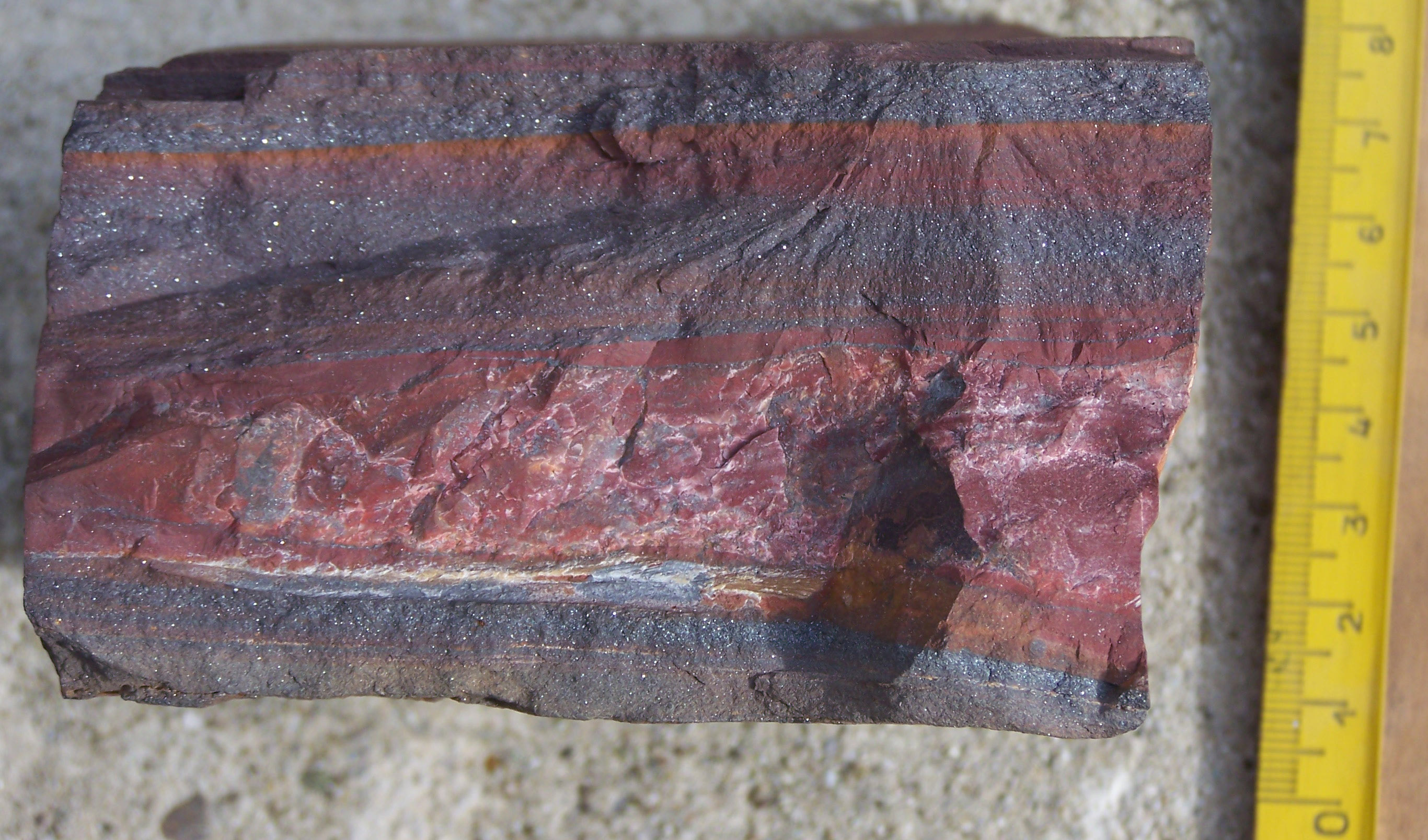
Образец железистого кварцита из Южной Африки возрастом 3,1 млрд лет

В мезоархее практически всю поверхность планеты занимал неглубокий океан, и вся древняя кора принадлежала океаническому типу; суша была представлена вулканическими островами, которые на протяжении среднего архея росли в численности и постепенно складывались в первые крупные участки земли с корой континентального типа (однако они состояли в основном из базальтов). Океан в ту эпоху имел зеленоватый цвет за счёт высокой концентрации растворённого двухвалентного желе́за, а также отличался высокой солёностью и температурой. Земля постепенно остывает и замедляет суточное вращение, Луна всё ещё находится близко к Земле, вызывая приливные волны до 300 метров высотой. В практически лишённой кислорода атмосфере господствуют ураганные ветры. Начиная с мезоархея, происходит активное осаждение растворённого в океане железа, что приводит к формированию его отложений и к изменению состава и цвета морской воды. Этому способствует как возросший наземный вулканизм, поставляющий в атмосферу большое количество оксида серы, так и каскад процессов, связанных с распространением фотосинтеза.
Важнейшим событием мезоархея стало начало действия механизма тектоники плит около 3 млрд лет назад, что привело к ещё большему вулканизму и интенсивному росту континентальной коры (гранитного типа), так как в зонах субдукции в мантию стало поступать много воды. Начался интенсивный тектогенез, и в течение последовавшего миллиарда лет объём континентальной коры вырос в пять раз, в начале протерозоя стабилизировавшись на приблизительно близком к современному значении. Континенты быстро увеличивались в площади и высоте также за счёт более лёгкого веса гранитов, плавающих по поверхности плотной и вязкой астеносферы. Таким образом, древнейшие массивы суши впервые пришли в движение в эпоху, когда их суммарная площадь составляла не более одной пятой от современной. Первые относительно крупные блоки составили ядра континентальных литосферных плит и называются кратонами.
Вероятно, крупнейшим участком суши в конце палеоархея была Ваальбара (остров размером с Мадагаскар, сформировавшийся ≈3,6—3,1 млрд лет назад в районе южного тропика), но к середине мезоархея она выросла втрое, и эту стадию тектонического развития обычно обозначают уже как праматерик Ур. Этот массив смещался к экватору и к концу мезоархея уже находился к северу от него. Части Ваальбары, которые сегодня находят в Африке и в Австралии, к тому моменту уже были отделены друг от друга, однако вместе входили в состав У́ра. Пребывая в составе то одного, то другого сверхматерика, Ур останется единым массивом земли вплоть до раскола Пангеи в начале мезозоя около 208 млн лет назад — то есть на протяжении 2,8 млрд лет.
В начале неоархея Ур станет основой формирования первого суперконтинента — Кенорленда.
К середине мезоархея относится древнейший известный возможный ударный кратер Земли, однако идентификация этого объекта как кратера спорна. Его возраст оценивали примерно в 3 миллиарда лет; он образовался на другом древнем острове, располагавшемся в районе экватора (вероятно на удалении от Ваальбары/Ура, однако он также войдёт в состав Кенорленда). Сегодня эта структура расположена недалеко от города Маниитсок в Гренландии.
Вулканические процессы вкупе с биогенной оксигенацией ускорили остывание планеты. К концу мезоархея относится, возможно, первое оледенение на Земле: так называемое понгольское оледенение (англ. Pongola glaciation — по названию города в ЮАР). Оно произошло 2,9 млрд лет назад. Таким образом, вероятно, именно в конце мезоархея на Земле впервые появились снег и лёд местного происхождения.

## Биология
Усиливающийся вулканизм (подводный, но по мере разрастания суши также всё более наземный) за счёт интенсификации круговорота минеральных и органических веществ создаёт благоприятные условия для эволюции древних архей и бактерий. Доминирующей формой жизни оставались микробные сообщества. Строматолиты, найденные в Австралии, показывают, что в мезоархее на Земле существовали цианобактерии, и мог уже начаться оксигенный фотосинтез.